# Леон М’ба
Габријел Леон М’ба   (9. фебруар 1902 – 28. новембар 1967)  је био габонски политичар који је био и први премијер (1959–1961) и председник (1961–1967) Габона.
Припадник етничке групе Фанг, М’ба је рођен у релативно привилегованој сеоској породици. Након студија богословије, обављао је низ малих послова пре него што је ушао у колонијалну управу као цариник. Његов политички активизам у корист црнаца забринуо је француску администрацију, а као казна за његове активности изречена му је затворска казна након што је починио лакши злочин који би иначе резултирао малом новчаном казном. Године 1924. администрација је М'би дала другу шансу и изабрала га за челника кантона у провинцији Естуар. Након што је оптужен за саучесништво у убиству жене у близини Либрвила, осуђен је 1931. на три године затвора и 10 година изгнанства. Док је био у егзилу у Убанги-Шари, објавио је радове који документују племенско обичајно право народа Фанг. Био је запослен код локалних администратора, а за свој рад је добио похвале од својих претпостављених. Остао је персона нон грата за Габон све док му француска колонијална администрација коначно није дозволила да се врати у своју родну земљу 1946. године.
Године 1946. започео је свој политички успон, и именован је за премијера 21. маја 1957. године. Био је премијер до 21. фебруара 1961. године. Године 1958. покренуо је иницијативу да се Габон укључи у француско-афричку заједницу више него раније. Постао је председник по независности од Француске 17. августа 1960. године. Политички непријатељ Жан Илер Обеим је накратко преузео функцију председника путем државног удара у фебруару 1964. године, али је ред поново успостављен неколико дана касније када су Французи интервенисали. М’ба је поново изабран у марту 1967, али је умро од рака у новембру 1967, а наследио га је његов потпредседник Омар Бонго.

## Младост
Припадник етничког племена Фанг,  М’ба је рођен 9. фебруара 1902. у Либрвилу, у Габону.  Његов отац, менаџер малог бизниса  и сеоски поглавица,  некада је радио као фризер француско-италијанског истраживача Пјера Саворњона де Бразе.  Његова мајка, Луиз Бандом, била је кројачица.  Обоје су били образовани  и били су међу првим „еволуираним паровима“ у Либрвилу.  М'бин брат је такође играо важну улогу у колонијалној хијерархији; био је први римокатолички свештеник Габона. 
Године 1909. М’ба се придружио богословији  да би стекао основно образовање. Од 1920. био је запослен као управник продавнице, дрвосеча и трговац пре него што је ушао у француску колонијалну администрацију као цариник.  Упркос добром послу, М'бин активизам у помагању црним Габонцима,  посебно за припаднике Фанга народа, забринуо је његове претпостављене. 
Последице је осетио у децембру 1922. године, када је осуђен на затвор након што је починио лакши злочин дајући колеги фалсификоване документе. 

## Под колонијалном управом

### Шеф кантона
1924.  или 1926.  М’ба се помирио са колонијалним властима и изабран је да наследи преминулог шефа кантона у Либрвиловом кварту Фанг. 
М’ба није имао идеалистичку визију свог посла; видео је то као начин да се обогати.  Са колегом Амбамамијем  је присиљавао становнике кантона на рад за његове личне потребе. Колонијална администрација је била свесна тога, али је одлучила да га превиди.  Међутим, почев од 1929. године, колонијална администрација је почела да истражује његове активности након што је пресрела једно од његових писама упућеном Кујатеу,  секретару Лиге за људска права, који је оптужен да је савезник Коминтерне. Упркос томе, француске власти се нису противиле М'бином именовању за главног шефа провинције Естуар од стране његових колега. 
Тих година М’ба, члан Лиге,  се удаљио од римокатолицизма, али није потпуно прекинуо са својом вером. Уместо тога, постао је следбеник верске секте Бвити , за коју су Фанги били посебно пријемчиви.   Веровао је да ће то помоћи да се ревитализује друштво за које је сматрао да га је колонијална администрација оштетила.  Године 1931. секта је оптужена за убиство жене чији су остаци откривени испред пијаце у Либрвилу.  Оптужен за саучесништво, иако његова умешаност у злочин није доказана, М’ба је смењен са власти  и осуђен на три године затвора и десет година изгнанства.  Званично је то било због проневере пореских прихода и његовог злостављања  локалне радне снаге. 

### Изгнанство у Убанги-Шари
Док је био у изгнанству на француској територији Убанги-Шари, прво у градовима Бамбари, а затим Брија,  наставио је да врши утицај међу Фангима преко преписке са својим сународницима у Либревилу. Забринут ситуацијом, генерал-гувернер Антонети наредио је да се 1934. године, на крају затворске казне, М’ба стави под надзор. 
Током година у егзилу, писао је о обичајним правима народа Фанг и објавио у Bulletin de la société des recherches congolaises 1938.  Ово дело је брзо постало главна референца на обичајно право племена Фанг.  До 1939. године, остао је персона нон грата за Габон.
Упркос томе што је био у егзилу, М’ба је био запослен код локалних администратора, као успешан и вредан радник. Захваљујући похвалним извештајима његових претпостављених, поново је виђен као поуздан аутохтони елемент на који се колонијална администрација могла ослонити.  Године 1942. одобрено му је смањење казне.  Након пуштања на слободу, постао је државни службеник у Бразавилу, у Конгу. 

## Политички успон

### Повратак у Габон и локална политика
Године 1946. М’ба се вратио у Габон, где су га његови пријатељи одушевљено дочекали.  Није враћен на дужност шефа кантона; уместо тога, добио је важну позицију као менаџер продавнице за енглеску трговачку кућу Џон Холт.   Исте године основао је Габонски мешовити комитет (ЦМГ), политичку странку блиску Афричком демократском скупу (РДА), међуафричкој партији коју је предводио Феликс Уфуе-Боањи.   Главни циљ странке био је да добије аутономију за своје државе чланице и да се супротстави идеји федерализма сенегалског лидера Леополда Седара Сенгора.  М’ба је успео да прикупи подршку народа Фанг и Миене.  Његов циљ је био да освоји домаће административне и судске положаје. 
На основу свог успеха у Либрвилу, М’ба је у једном тренутку тежио да постане шеф региона, међутим колонијалне власти су одбиле да му дају положај. Због својих односа са РДА, која је била повезана са Француском комунистичком партијом, М'Ба је виђен као комуниста и пропагандиста у колонији; за власти, ове сумње су потврђене када је М’ба био укључен у конгрес РДА 1949. у Абиџану. 
1951. ЦМГ је одлучио да раскине своје везе са комунистима, приклонивши се умереној позицији.  У исто време, М’ба се, иако је задржао свој "бунтовнички" имиџ, зближио са француском администрацијом.  Међутим, администрација је већ подржавала његовог главног противника, конгресмена Жана Илера Обеима, који је био М'бин штићеник и усвојеник његовог полубрата.  На законодавним изборима 17. јуна 1951. Обеим је лако поново изабран, пошто је М’ба добио само 3.257 гласова, само 11% бирачког тела.  На територијалним изборима у марту 1952. Обеимова Габонска демократска и социјална унија (УДСГ) освојила је 14 од 24 спорна места, против два за ЦМГ; међутим, ЦМГ је добио 57% гласова у Либрвилу. 

### На власти
Првобитно одбијен од стране Територијалне скупштине, М’ба се удружио са француским представницима у скупштини.  Међутим, користећи своје харизматичне особине и своју репутацију „човека из народа“, успео је да освоји место тамо 1952. године 
Напустио је ЦМГ да би се придружио Габонском демократском блоку (БДГ) који је предводио Пол Гонжу 1954.  кога је М’ба намеравао да свргне.  Гонжу, секретар БДГ-а, именовао је М’ба за генералног секретара и формирао дугорочни савез против Обеима.  На парламентарним изборима 2. јануара 1956. М’ба је добио 36% гласова наспрам 47% за Обеима.  Иако није изабран, М’ба је постао вођа аутохтоне територије, а неки од чланова УДСГ-а су почели да се повезују с њим. 
На општинским изборима 1956. године, М’ба је добио подршку француске дрвне индустрије и изабран је за градоначелника Либрвила  са 65,5% гласова. 23. новембра именован је за првог градоначелника главног града.  Ово се наводи као прва значајна победа БДГ-а над УДСГ-ом. 
На територијалним изборима у марту 1957. његова репутација „човека шумара“ радила је против њега;  БДГ је поново завршио на другом месту, освојивши 16 од 40 спорних места, наспрам 18 за УДСГ.  М'бина партија освојила је 21 место у односу на 19 за Обеимову странку након поновног бројања гласова. Међутим, у недостатку апсолутне већине, обе странке су биле обавезне да 21. маја 1957. поднесу листу појединаца за које су се обе сложиле да су погодне за избор у владу.  Убрзо су поделе унутар владе порасле, а Обеим је поднео оставку на своју функцију и поднео захтев за неповерење влади. Предлог је одбијен са 21 за и 19 гласова.  Са М'бином победом, многи изабрани чланови УДСГ-а придружили су се парламентарној већини, дајући странци већину са 29 од 40 места у парламенту. 
На уставном референдуму 28. септембра 1958. године  Габон је постао псеудополитички независан, након што је гласао у корист Франко-афричке заједнице, слично као и Британски Комонвелт.  У децембру 1958. Скупштина је изгласала успостављање законодавног тела, а затим је прогласила устав Републике Габон 19. фебруара 1959.  М’ба је 27. фебруара именован за премијера.  Након што се М’ба отворено изјаснио за департизацију Габона у новембру 1959,  Жак Фокар, спин-доктор Шарла де Гола за афричку политику, рекао је да је ово решење незамисливо.  М’ба је тада одлучио да усвоји нову заставу стављајући дизајн националног дрвета преко француске заставе. Поново је Фокар, као одани Француз, то одбио.

## Председник Габона

### Консолидација власти
Дана 19. јуна 1960. организовани су парламентарни избори. Преобликовањем граница округа и изборних јединица, БДГ је произвољно добио 244 места, док је УДСГ добио 77.  У месецу пре него што је 13. августа постигнута пуна политичка независност Габона, М’ба је потписао 15 споразума о сарадњи са Француском, који се односе на националну одбрану, техничку сарадњу, економску подршку, приступ материјалима и националну стабилност.  17. августа проглашена је независност. Међутим, премијер је 12. августа реално изјавио: „Не смемо губити своје шансе замишљајући да са независношћу сада поседујемо моћан фетиш који ће испунити наше жеље. У веровању да са независношћу све постаје лако и могуће, постоји опасност од пада у анархију, неред, сиромаштво, глад.“  
М’ба је тежио успостављању демократског режима, који је, по његовом мишљењу, био неопходан за развој и привлачење инвестиција у Габон. Покушао је да помири императиве демократије и потребу за снажном и кохерентном владом.  Ипак, у пракси, режим је показао фундаменталну слабост у постизању М'биног циља у којем би он, који је до тада постао познат као „старац“,  или „шеф“, имао висок степен ауторитета. Око М'бе се стално развијао култ личности; певале су се песме у његову славу и штампане су марке са његовим ликом.  Његова фотографија била је изложена у продавницама и хотелима широм Габона, у владиним зградама окаченим поред де Голове. 
Новембра 1960. избила је криза унутар већинске партије. Након што је одлучио да реконструише кабинет без консултација са парламентом, председник Народне скупштине Пол Гонжу, претходни М'бин савезник, поднео је захтев за неповерење.   М’ба је 16. новембра, под изговором завере, прогласио ванредно стање, наложивши интернирање осморице противника БДГ-а, а сутрадан распуштање Народне скупштине.  Од бирача је затражено да поново гласају 12. фебруара 1961.  Гонжу је осуђен на две године затвора. Након пуштања на слободу, М’ба га је именовао за председника економског савета. 

### „Хиперпредседник“ Габона
М’ба је 4. децембра изабран да замени Гонжуа на месту генералног секретара БДГ.  Окренуо се опозицији да ојача своју позицију.  Са Обеимом је формирао низ довољно избалансираних политичких синдиката да се допадну бирачком телу.  Они су 12. фебруара освојили 99,75% гласова.  Истог дана, М’ба је изабран за председника Габона, као једини кандидат.  У знак захвалности за његову помоћ, М’ба је именовао Обеима за министра спољних послова. 
21. фебруара 1961. једногласно је усвојен нови устав  који предвиђа „хиперпредседнички“ режим.  М’ба је сада имао пуна извршна овлашћења: могао је да именује министре о чијим функцијама и одговорностима одлучује он; могао је да распусти Народну скупштину по сопственом избору или да јој продужи мандат преко уобичајених пет година; могао је да прогласи ванредно стање када је веровао да се за то указала потреба, мада би за овај амандман морао да консултује народ путем референдума. 
Нови устав и Национална унија (политичка унија коју су основали) суспендовали су свађе између М'бе и Обеима од 1961. до 1963. године. Упркос томе, политички немири су расли унутар становништва,  и многи студенти су одржавали демонстрације због честих распуштања Народне скупштине и општег политичког става у земљи.  Председник није оклевао да сам спроводи закон;  бичевао је грађане који нису показивали поштовање према њему, укључујући и пролазнике који су "заборавили" да га поздраве.  Поред тога, у фебруару 1961. године, он је декретом интернирао око 20 људи због демонстрација. 
Председник је 9. фебруара 1963. помиловао ухапшене током политичке кризе у новембру 1960.  19. фебруара је прекинуо везе са Обеимом. Распустио је парламент 21. јануара 1964.  као „економску меру“. 
М’ба-ова идеја о изборним условима је била да ниједна странка осим његове не поседује довољно новца да уђе у кандидате.  Као одговор на ово, опозиција је саопштила да одбија да учествује на изборима које не сматрају поштеним. 

### Државни удар у Габону 1964.
Од ноћи 17. фебруара до раног јутра 18. фебруара 1964. 150 габонских војних лица, ухапсило је председника Народне скупштине Луја Бигмана и неке  француске команданте. М’ба је добио инструкције да емитује говор у којем се признаје његов пораз. Током ових догађаја није испаљен ни један метак. 
Али у Паризу је де Гол одлучио другачије.  М’ба је био један од најлојалнијих савезника Француској у Африци. Током посете Француској 1961, М’ба је рекао: „Сви Габонци имају две домовине: Француску и Габон.   Штавише, под његовим режимом, Европљани су уживали посебно пријатељски третман.  Француске власти су стога одлучиле, у складу са потписаним француско-габонским споразумима, да обнове легитимну владу. Француске трупе стациониране у Дакару и Бразавилу искрцале су се у Либрвил и вратиле М'бу на власт.   Током операције, један француски војник је погинуо, док је 15 до 25 погинуло на страни Габона. 

### Под туторством Француске
Након што је враћен на власт, М’ба је одбио да сматра да је пуч био уперен против њега и његовог режима.  Веровао је да је то завера против државе. Упркос чињеници да није учествовао у планирању пуча, Обеим је осуђен на 10 година тешког рада и 10 година изгнанства. 
Парламентарни избори, који су планирани пре пуча, одржани су у априлу 1964. године. Опозиција је и даље освојила 46 одсто гласова и 16 од 47 мандата, док је БДГ добила 54 одсто гласова и 31 место у скупштини. 
Од 1965. Французи су почели да траже наследника за М'бу, који је био у годинама и болестан.  Нашли су савршеног кандидата у Алберту Бернарду Бонгу (касније познатом као Алхаји Омар Бонго Ондимба), младом лидеру у председниковом кабинету. 
У августу 1966. М’ба је примљен у болницу Шарл Бернар, у Паризу.   М’ба је ипак 19. марта 1967. поново изабран са 99,9% гласова, док је БДГ освојио сва места у Скупштини. 
28. новембра 1967, само неколико дана након што је положио председничку заклетву у амбасади Габона, М’ба је умро од рака у Паризу, где се лечио од августа те године. Иза њега је остала супруга Полин М’ба и 11 деце.  Дан након М'бине смрти, Бонго га је уставно наследио на месту председника Габона.  Главни аеродром у Габону, Међународни аеродром Леон М’ба, касније је назван по њему.
Четрдесет година након његове смрти, у Либрвилу је подигнут споменик Леону М'би. Председник Бонго је положио камен темељац за Меморијал 9. фебруара 2007. године, и свечано га отворио 27. новембра 2007. У фебруару 2008. отворен је за јавност.  Поред тога што служи као маузолеј за М’бау, Меморијал је културни центар. 